# Liste de peintures d'Eugène Isabey
Cette page est une liste de peintures d'Eugène Isabey (1803-1886).
| Image | Thème          | Titre                                                                                | Date        | Technique                             | Dimensions     | Lieu de Conservation                                   | Référence                                       |
| ----- | -------------- | ------------------------------------------------------------------------------------ | ----------- | ------------------------------------- | -------------- | ------------------------------------------------------ | ----------------------------------------------- |
|       | Architecture   | Vue du cloître de Saint-Wandrille                                                    | 1825-1830   | Huile sur toile                       | 42 × 60 cm     | Musée des beaux-arts et d'archéologie de Besançon      | Notice Jocondeconsulté le 11 Février 2025       |
|       | Paysage        | Falaise près de la mer à Cézembre                                                    | 1830 vers   | aquarelle                             | 26 × 35 cm     | Cleveland Museum of Art                                | Muséeconsulté le 12 Février 2025                |
|       | Paysage        | Bord de plage                                                                        | 1830 vers   | aquarelle                             | 16 × 20 cm     | Los Angeles, J. Paul Getty Museum                      | Muséeconsulté le 13 Février 2025                |
|       | Paysage        | Rue dans la casbah d'Alger                                                           | 1830        | huile sur papier marouflée sur carton | 37 × 29 cm     | Musée des Beaux-Arts de Narbonne                       | Webmuseoconsulté le 14 Février 2025             |
|       | Paysage        | Un Village de pêcheur normand                                                        | 1831 vers   | huile sur toile                       | 39 × 52 cm     | Manchester (New Hampshire), Currier Museum of Art      | Muséeconsulté le 13 Février 2025                |
|       | Paysage        | Vue du port de Dunkerque                                                             | 1831        | Huile sur toile                       | 162 × 260 cm   | Musée des Beaux-Arts de Dunkerque                      | Musée du Louvreconsulté le 11 Février 2025      |
|       | Paysage        | La Plage à marée basse                                                               | 1833        | Huile sur toile                       | 124 × 168 cm   | Musée du Louvre                                        | Notice Jocondeconsulté le 14 Février 2025       |
|       | Paysage        | Portail mauresque                                                                    | 1835        | Huile sur toile                       |                | Musée des beaux-arts Pouchkine Moscou                  | Muséeconsulté le 16 Février 2025                |
|       | Marine         | Voiliers                                                                             | 1835-45     | Huile sur toile                       | 24 × 32 cm     | Wellesley, Davis Museum at Wellesley College           | Muséeconsulté le 13 Février 2025                |
|       | Marine         | Marine                                                                               | 1835-45     | gouache sur papier                    | 13 × 22 cm     | Musée des Beaux-Arts de Dijon                          | Muséeconsulté le 14 Février 2025                |
|       | Scène de genre | Funérailles d'un officier de marine sous Louis XVI                                   | 1836        | Huile sur toile                       | 243 × 166 cm   | Musée des beaux-arts de Montréal                       | Muséeconsulté le 12 Février 2025                |
|       | Scène de genre | Bateaux de pêche                                                                     | 1836        | aquarelle                             | 26 × 38 cm     | Walters Art Museum, Baltimore                          | Muséeconsulté le 12 Février 2025                |
|       | Marine         | Naufrage sur une côte rocheuse                                                       | 1837        | Huile sur toile                       | 129 × 196 cm   | Staatliche Kunsthalle Karlsruhe                        | Muséeconsulté le 12 Février 2025                |
|       | Scène de genre | Contrebandiers embarquant des marchandises                                           | 1837        | Huile sur toile                       | 40 × 58 cm     | Musée de la Chartreuse de Douai                        | Webmuseoconsulté le 14 Février 2025             |
|       | Paysage        | Vue sur le port                                                                      | 1839        | aquarelle                             | 19 × 31 cm     | Staatliche Kunsthalle Karlsruhe                        | Muséeconsulté le 12 Février 2025                |
|       | Histoire       | Combat du Texel, 29 juin 1694                                                        | 1839        | huile sur toile                       | 250 × 358 cm   | musée national de la Marine, Paris                     | Webmuseoconsulté le 14 Février 2025             |
|       | Paysage        | Les Écores                                                                           | 1839        | huile sur toile                       | 149 × 210 cm   | Trouville-sur-Mer, musée villa Montebello              | Exposition au Mumaconsulté le 15 Février 2025   |
|       | Paysage        | Marine                                                                               | 1840        | Huile sur toile                       | 65 × 54 cm     | musée national des beaux-arts d'Argentine              | Muséeconsulté le 11 Février 2025                |
|       | Marine         | Bateaux de pêche                                                                     | 1840        | Huile sur toile                       | 46 × 65 cm     | Musée national de la Marine                            | WebMuseo                                        |
|       | Portrait       | Portrait de Madame Eugène Isabey et de sa fille                                      | 1840 vers   | Huile sur toile                       | 56 × 46 cm     | musée Carnavalet, Paris                                | Parismuséesconsulté le 14 Février 2025          |
|       | Portrait       | Portrait de Jean-Baptiste Isabey, père de l'artiste                                  | 1840 vers   | Huile sur toile                       | 40 × 32 cm     | musée Carnavalet, Paris                                | Parismuséesconsulté le 14 Février 2025          |
|       | Scène de genre | Le Cabinet d'un alchimiste                                                           | 1841        | Huile sur toile                       | 66 × 99 cm     | Palais des Beaux-Arts de Lille                         | Muséeconsulté le 11 Février 2025                |
|       | Marine         | Barques de pêche                                                                     | 1841        | Huile sur bois                        | 22 × 33 cm     | Musée des Beaux-Arts de Reims                          | Muséeconsulté le 14 Février 2025                |
|       | Histoire       | Transbordement des cendres de Napoléon Ier à bord de la Belle Poule, 15 octobre 1840 | 1841        | Huile sur toile                       | 237 × 369 cm   | Château de Versailles                                  | Châteauconsulté le 15 Février 2025              |
|       | Paysage        | Le Port de Dieppe                                                                    | 1842 avant  | Huile sur bois                        | 36 × 57 cm     | Musée des Beaux-Arts de Reims                          | Muséeconsulté le 14 Février 2025                |
|       | Paysage        | Village à Dieppe                                                                     | 1843        | aquarelle                             | 27 × 20 cm     | New York, Metropolitan Museum of Art                   | Muséeconsulté le 11 Février 2025                |
|       | Paysage        | Vue du port de Boulogne-sur-Mer, prise de la mer                                     | 1843        | aquarelle                             | 27 × 20 cm     | Musée des Augustins de Toulouse                        | Muséeconsulté le 15 Février 2025                |
|       | Histoire       | Débarquement de la Reine Victoria au Tréport en 1843                                 | 1843        | Huile sur toile                       | 30 × 45 cm     | château de Dieppe                                      | Notice Jocondeconsulté le 14 Février 2025       |
|       | Scène de genre | Dans l'église                                                                        | 1843        | Huile sur toile                       |                | Musée des beaux-arts Pouchkine Moscou                  | Muséeconsulté le 16 Février 2025                |
|       | Paysage        | Après la tempête                                                                     | 1844        | Huile sur toile                       | 76 × 115 cm    | Baltimore, Walters Art Museum                          | Muséeconsulté le 11 Février 2025                |
|       | Scène de genre | Le Chariot brisé                                                                     | 1844        | Huile sur toile                       | 38 × 47 cm     | Pittsburgh, Carnegie Museum of Art                     | Muséeconsulté le 13 Février 2025                |
|       | Paysage        | Visite de la Reine Victoria au Tréport, 2 septembre 1843                             | 1844        | Huile sur toile                       | 216 × 368 cm   | Paris, Musée national de la marine                     | Muséeconsulté le 12 Février 2025                |
|       | Histoire       | Arrivée du duc d'Albe à Rotterdam en 1567                                            | 1844        | Huile sur toile                       | 97 × 144 cm    | Paris, musée d'Orsay                                   | Muséeconsulté le 14 Février 2025                |
|       | Paysage        | Vue de la ville et du port de Dieppe                                                 | 1845        | Huile sur toile                       |                | Musée des Beaux-Arts de Nancy                          | Dossier de l'art                                |
|       | Scène de genre | Le Marché aux poissons de Dieppe                                                     | 1845        | huile sur bois                        | 36 × 53 cm     | Londres National Gallery                               | Muséeconsulté le 15 Février 2025                |
|       | Scène de genre | Promenade près de la mer                                                             | 1846        | Huile sur toile                       | 50 × 91 cm     | Londres, Wallace Collection                            | Muséeconsulté le 22 Février 2025                |
|       | Paysage        | La Tempête                                                                           | 1850        | Huile sur toile montée sur Masonite   |                | Seattle, Frye Art Museum                               | Muséeconsulté le 13 Février 2025                |
|       | Paysage        | Rochers à Saint-Malo                                                                 | 1850        | aquarelle et gouache                  | 19 × 32 cm     | Musée du Louvre                                        | Muséeconsulté le 22 Février 2025                |
|       | Marine         | Embarquement de Ruyter et William de Witt au Texel, 1667                             | 1850        | Huile sur toile                       | 226 × 328 cm   | Musée national de la Marine                            | Grand Palais RMN                                |
|       | Scène de genre | Le Convoi de prisonniers à Vitré                                                     | 1850 vers   | Huile sur toile                       | 32 × 46 cm     | musée des Beaux-Arts d'Orléans                         | Catalogue du Musée                              |
|       | Paysage        | Vue d'un port                                                                        | 1850 vers   | Huile sur toile                       | 33 × 48 cm     | Musée des beaux-arts de Boston                         | Muséeconsulté le 12 Février 2025                |
|       | Paysage        | Paysage marin                                                                        | 1850 vers   | Huile sur toile                       | 30 × 51 cm     | Musée d'art d'Indianapolis                             | Muséeconsulté le 13 Février 2025                |
|       | Paysage        | Vue du fort de Bertheaume                                                            | 1850 vers   | huile sur toile marouflée sur carton  | 30 × 63 cm     | Fondation Custodia, Paris                              | Muséeconsulté le 14 Février 2025                |
|       | Scène de genre | Bateau fonçant contre une jetée                                                      | 1850 années | Huile sur toile                       | 93 × 132 cm    | Worcester Art Museum                                   | Muséeconsulté le 13 Février 2025                |
|       | Scène de genre | Bateau fonçant contre une jetée                                                      | 1851        | Huile sur bois                        | 42 × 59 cm     | Saint-Vaast-la-Hougue, Musée maritime de l'île Tatihou | Notice Jocondeconsulté le 15 Février 2025       |
|       | Scène de genre | Naufrage                                                                             | 1850-1855   | Huile sur toile                       | 42 × 71 cm     | Providence, Rhode Island School of Design Museum       | Muséeconsulté le 13 Février 2025                |
|       | Paysage        | Paysage marin                                                                        | 1851        | Huile sur toile                       | 47 × 53 cm     | Middlebury College Museum of Art                       | Muséeconsulté le 11 Février 2025                |
|       | Paysage        | Bateaux sur la rive à Calais                                                         | 1851        | Huile sur toile                       | 61 × 91 cm     | Londres, Wallace Collection                            | Muséeconsulté le 15 Février 2025                |
|       | Histoire       | Réception au château                                                                 | 1851        | Huile sur toile                       | 65 × 90 cm     | Londres, Wallace Collection                            | Muséeconsulté le 15 Février 2025                |
|       | Scène de genre | Bateau dans la tempête                                                               | 1851–1857   | Huile sur toile                       | 122 × 94 cm    | York City Art Gallery                                  | Muséeconsulté le 16 Février 2025                |
|       | Scène de genre | La Jeune Mère                                                                        | 1852        | Huile sur toile                       | 42 × 30 cm     | Londres, Wallace Collection                            | Muséeconsulté le 15 Février 2025                |
|       | Paysage        | Vue de la côte normande                                                              | 1852        | Huile sur toile                       | 44 × 65 cm     | Musée des beaux-arts de Houston                        | Muséeconsulté le 13 Février 2025                |
|       | Scène de genre | Promenade                                                                            | 1852        | Huile sur toile                       |                | Musée des beaux-arts Pouchkine Moscou                  | Catalogue                                       |
|       | Scène de genre | Une lettre d'amour                                                                   | 1852        | Huile sur toile                       |                | Musée des beaux-arts Pouchkine Moscou                  | Muséeconsulté le 16 Février 2025                |
|       | Paysage        | Une vieille rue                                                                      | 1855        | Huile sur toile                       |                | Musée des beaux-arts Pouchkine Moscou                  | Muséeconsulté le 16 Février 2025                |
|       | Paysage        | Paysage marin, Normandie                                                             | 1853 vers   | Huile sur toile                       | 46 × 65 cm     | Dartmouth, Hood Museum of Art                          | Muséeconsulté le 13 Février 2025                |
|       | Scène de genre | Le Naufrage                                                                          | 1854        | Huile sur toile                       | 96 × 76 cm     | Detroit Institute of Art                               | Muséeconsulté le 12 Février 2025                |
|       | Scène de genre | Combat naval                                                                         | 1855 vers   | huile sur papier collé sur toile      | 64 × 147 cm    | Ottawa, musée des beaux-arts du Canada                 | Muséeconsulté le 12 Février 2025                |
|       | Histoire       | Le Déjeuner de la Reine                                                              | 1855-1865   | huile sur toile                       | 90 × 79 cm     | musée d'Orsay, Paris                                   | Muséeconsulté le 14 Février 2025                |
|       | Scène de genre | Le Naufrage                                                                          | 1858        | aquarelle                             | 33 × 45 cm     | Musée des beaux-arts de San Francisco                  | Muséeconsulté le 13 Février 2025                |
|       | Histoire       | L'emprisonnement                                                                     | 1858        | huile sur toile                       | 51 × 67 cm     | musée d'Orsay, Paris                                   | Muséeconsulté le 14 Février 2025                |
|       | Histoire       | L'incendie du steamer Austria                                                        | 1858        | huile sur toile                       | 242 × 430 cm   | Musée des Beaux-Arts de Bordeaux                       | Muséeconsulté le 14 Février 2025                |
|       | Histoire       | le Naufrage de l'Austria                                                             | 1858 vers   | huile sur toile                       | 76 × 112 cm    | Musée national de la Marine                            | Webmuseoconsulté le 14 Février 2025             |
|       | Histoire       | Le Départ d'Elisabeth de France pour l'Espagne                                       | 1858 après  | huile sur panneau                     | 66 × 50 cm     | Walters Art Museum, Baltimore                          | Muséeconsulté le 12 Février 2025                |
|       | Histoire       | La Sortie de l'église                                                                | 1858-1865   | huile sur toile                       | 48 × 35 cm     | musée d'Orsay                                          | Muséeconsulté le 14 Février 2025                |
|       | Marine         | Ouragan devant Saint-Malo                                                            | 1860        | huile sur toile                       |                | Barnsley, Cooper Gallery                               | Muséeconsulté le 15 Février 2025                |
|       | Paysage        | Embarcadère sur la jetée                                                             | 1860 vers   | huile sur panneau                     | 29 × 46 cm     | Williamstown, Clark Art Institute                      | Muséeconsulté le 13 Février 2025                |
|       | Paysage        | Navires à l'ancre                                                                    | 1860        | huile                                 | 29 × 51 cm     | Stockholm, Nationalmuseum                              | Muséeconsulté le 17 Février 2025                |
|       | Marine         | Le Naufrage                                                                          | 1860        | huile                                 |                | Barnsley, Cooper Gallery                               | Muséeconsulté le 15 Février 2025                |
|       | Marine         | Bateaux quittant le rivage                                                           | 1860-1870   | huile                                 |                | Barnsley, Cooper Gallery                               | Muséeconsulté le 15 Février 2025                |
|       | Histoire       | Le Vendredi Saint au Moyen-Âge                                                       | 1862        | huile                                 |                | Barnsley, Cooper Gallery                               | Muséeconsulté le 15 Février 2025                |
|       | Paysage        | Bateaux de pêche                                                                     | 1862        | aquarelle                             | 19 × 34 cm     | Walters Art Museum, Baltimore                          | Muséeconsulté le 12 Février 2025                |
|       | Paysage        | Bateaux de pêche sur une plage                                                       | 1862        | huile                                 |                | Barnsley, Cooper Gallery                               | Muséeconsulté le 15 Février 2025                |
|       | Histoire       | Une visite au château                                                                | 1862        | huile                                 |                | Barnsley, Cooper Gallery                               | Muséeconsulté le 15 Février 2025                |
|       | Paysage        | Dans le port                                                                         | 1862        | huile sur toile                       |                | Musée des beaux-arts Pouchkine Moscou                  | Muséeconsulté le 15 Février 2025                |
|       | Histoire       | Le Duel                                                                              | 1863        | huile                                 |                | Barnsley, Cooper Gallery                               | Muséeconsulté le 15 Février 2025                |
|       | Scène de genre | La Communion                                                                         | 1862-1868   | Huile sur bois                        | 24 × 19 cm     | Musée des Beaux-Arts de Reims                          | Muséeconsulté le 14 Février 2025                |
|       | Scène de genre | La plage de Granville                                                                | 1863        |                                       | 83 × 124 cm    | Musée des Beaux-Arts de Laval                          | Histoire par l'Imageconsulté le 14 Février 2025 |
|       | Histoire       | Courtisans dans un intérieur                                                         | 1864        | Huile sur panneau                     | 28 × 36 cm     | Musée des beaux-arts de Boston                         | Muséeconsulté le 12 Février 2025                |
|       | Scène de genre | Approche de l'orage                                                                  | 1864 vers   | Huile sur toile montée sur panneau    | 68 × 100 cm    | Musée d'art de Dallas                                  | Muséeconsulté le 12 Février 2025                |
|       | Histoire       | Sortie de la cathédrale                                                              | 1864        | Huile sur panneau                     | 60 × 42 cm     | Philadelphia Museum of Art                             | Muséeconsulté le 13 Février 2025                |
|       | Histoire       | Naufrage de l'Emily (esquisse)                                                       | 1865 vers   | Huile sur toile                       |                | Musée des Beaux-Arts de Brest                          | Muséeconsulté le 14 Février 2025                |
|       | Marine         | Naufrage du trois-mâts Emily en 1823                                                 | 1865 vers   | Huile sur toile                       | 46 × 84 cm     | Musée national de la Marine                            | WebMuseo consulté le 28 Février 2025            |
|       | Histoire       | Naufrage du trois-mâts « Emily » en 1823                                             | 1865        | Huile sur toile                       | 200 × 345 cm   | Musée des beaux-arts de Nantes                         | Muséeconsulté le 14 Février 2025                |
|       | Scène de genre | L'anniversaire du grand-père                                                         | 1866        | Huile sur bois                        | 24 × 29 cm     | Londres National Gallery                               | Muséeconsulté le 14 Février 2025                |
|       | Histoire       | Massacre de la Saint-Barthélemy                                                      | 1866 vers   | Huile sur panneau                     | 54 × 90 cm     | Brunswick, Bowdoin College Museum of Art               | Muséeconsulté le 12 Février 2025                |
|       | Histoire       | Scène d'un mariage royal                                                             | 1866 vers   | aquarelle                             | 60 × 46 cm     | Musée des beaux-arts de Houston                        | Muséeconsulté le 13 Février 2025                |
|       | Histoire       | Le Page                                                                              | 1867        | Gouache sur papier                    | 27 × 21 cm     | Musée des Beaux-Arts de Reims                          | Muséeconsulté le 14 Février 2025                |
|       | Paysage        | Matelots sortant du port de Saint-Valery-en-Caux                                     | 1867 vers   | Huile sur toile                       | 40 × 61 cm     | Musée des beaux-arts de Caen                           | Notice Jocondeconsulté le 11 Février 2025       |
|       | Marine         | Matelots saluant le Christ en sortant du port de Saint-Valery-en-Caux                | 1867 vers   |                                       | 164,8 x 240 cm | Musée national de la Marine, Paris                     | Musée consulté le 27 Février 2025\|-            |
|       | Scène de genre | Après la tempête                                                                     | 1869        | Huile sur toile                       | 36 × 60 cm     | Saint-Pétersbourg, musée de l'Ermitage                 | Muséeconsulté le 16 Février 2025                |
|       | Religieux      | La Tentation de Saint-Antoine                                                        | 1869 vers   | Huile sur toile                       | 313 × 290 cm   | musée d'Orsay                                          | Muséeconsulté le 14 Février 2025                |
|       | Histoire       | Procession dans une église                                                           | 1870        | Huile sur toile                       | 60 × 95 cm     | Château de Compiègne                                   | Muséeconsulté le 14 Février 2025                |
|       | Histoire       | Couple élégant dans une église, scène du XVIIe siècle                                | 1870        | Huile sur bois                        | 25 × 19 cm     | Stockholm, Nationalmuseum                              | Muséeconsulté le 17 Février 2025                |
|       | Histoire       | Le Marchand d'étoffes                                                                | 1872        | gouache                               | 33 × 44 cm     | Musée des Beaux-Arts de Reims                          | Muséeconsulté le 14 Février 2025                |
|       | Histoire       | La Bénédiction                                                                       | 1872        | Huile sur toile                       | 76 × 96 cm     | Musée des Beaux-Arts de Reims                          | Muséeconsulté le 14 Février 2025                |
|       | Histoire       | Dames ou Personnages avec un chien sous un arbre                                     | 1878        | aquarelle                             |                | Barnsley, Cooper Gallery                               | Muséeconsulté le 15 Février 2025                |
|       | Paysage        | Bateaux de pêche sur un quai de ville                                                | 1878        | aquarelle                             |                | Barnsley, Cooper Gallery                               | Muséeconsulté le 15 Février 2025                |
|       | Paysage        | Mont Saint-Michel                                                                    | 1880 vers   | huile sur carton                      |                | Amiens, musée de Picardie                              | RMNconsulté le 11 Février 2025                  |

## Dates non documentées
| Image | Thème          | Titre                        | Date                                              | Technique            | Dimensions | Lieu de Conservation                                          | Référence                                       |
| ----- | -------------- | ---------------------------- | ------------------------------------------------- | -------------------- | ---------- | ------------------------------------------------------------- | ----------------------------------------------- |
|       | Paysage        | Falaises en Normandie        | huile sur toile                                   | 29 × 40 cm           |            | château de Dieppe                                             | Notice Jocondeconsulté le 14 Février 2025       |
|       | Intérieur      | Intérieur d'une église       |                                                   |                      |            | Berlin, Galerie Ravené                                        | Bénézit                                         |
|       | Marine         | Bateaux côtiers              |                                                   |                      |            | Hambourg, musée maritime                                      | Bénézit                                         |
|       | Marine         | Vaisseau à l'ancre           |                                                   |                      |            | Château de Königsberg                                         | Bénézit                                         |
|       | Religieux      | La Bénédiction des naufragés |                                                   | huile sur toile      | 61 × 50 cm | Musées royaux des beaux-arts de Belgique                      | Muséeconsulté le 12 Février 2025                |
|       | Paysage        | Bateaux au clair de lune     |                                                   | huile sur toile      |            | Musée Magnin, Dijon                                           | Muséeconsulté le 14 Février 2025                |
|       | Portrait       | Dame en pied (esquisse)      |                                                   | huile sur bois       | 20 × 14 cm | Gray (Haute-Saône), musée Baron-Martin                        | Collection du Louvreconsulté le 14 Février 2025 |
|       | Scène de genre | Un Turc sur un divan         |                                                   | Un Turc sur un divan | 22 × 27 cm | Le Mans, musée de Tessé                                       | Notice Jocondeconsulté le 14 Février 2025       |
|       | Histoire       |                              | L'Arrivée de Marie Stuart                         | huile sur bois       | 27 × 73 cm | Palais des beaux-arts de Lille                                | Muséeconsulté le 14 Février 2025                |
|       | Scène de genre |                              | Une Tempête                                       | Aquarelle            | 18 × 16 cm | Montpellier, musée Fabre                                      | Muséeconsulté le 14 Février 2025                |
|       | Paysage        |                              | La Jetée de Saint-Valery-en-Caux                  | Aquarelle            | 18 × 33 cm | Musée du Louvre, Paris                                        | Notice Jocondeconsulté le 14 Février 2025       |
|       | Paysage        |                              | Eglise de Varengeville                            | Aquarelle            | 20 × 33 cm | Musée du Louvre, Paris                                        | Muséeconsulté le 14 Février 2025                |
|       | Paysage        |                              | Verger à Varengeville                             | Aquarelle            | 25 × 34 cm | Musée du Louvre, Paris                                        | Muséeconsulté le 14 Février 2025                |
|       | Paysage        |                              | Vue des ruines de Pierrefonds                     | Aquarelle            | 28 × 25 cm | Musée du Louvre, Paris                                        | Notice Jocondeconsulté le 14 Février 2025       |
|       | Portrait       |                              | Portrait de Jean-Baptiste Isabey dessinant debout | Aquarelle            | 19 × 14 cm | Musée du Louvre, Paris                                        | Notice Jocondeconsulté le 14 Février 2025       |
|       | Histoire       |                              | Jeune seigneur                                    | Gouache sur papier   | 13 × 13 cm | Perpignan, musée Hyacinthe-Rigaud                             | Notice Jocondeconsulté le 14 Février 2025       |
|       | Histoire       |                              | Procession sortant d'une église                   | Huile sur toile      | 16 × 61 cm | Musée des Beaux-Arts de Reims                                 | Muséeconsulté le 14 Février 2025                |
|       | Marine         |                              | Bateau échoué                                     | Aquarelle sur papier | 21 × 30 cm | collection privée, Vente 2024                                 | Paris-Ouest Enchèresconsulté le 14 Février 2025 |
|       | Marine         |                              | Naufrage                                          | huile sur toile      | 90 × 59 cm | Oslo, Musée national de l'art, de l'architecture et du design | Muséeconsulté le 15 Février 2025                |
|       | Paysage        |                              | Vue du port                                       | huile sur toile      | 27 × 39 cm | Rijksmuseum Twenthe, Enschede                                 | Muséeconsulté le 15 Février 2025                |
|       | Marine         |                              | Entrée dans un port                               | huile sur toile      |            | Barnsley, Cooper Gallery                                      | Muséeconsulté le 15 Février 2025                |
|       | Marine         |                              | Bateau de pêche dans une mer agitée               | aquarelle            |            | Barnsley, Cooper Gallery                                      | Muséeconsulté le 15 Février 2025                |
|       | Scène de genre |                              | Lavandières sur la rive                           | huile sur toile      | 28 × 45 cm | Cambridge, Fitzwilliam Museum                                 | Muséeconsulté le 15 Février 2025                |
|       | Paysage        |                              | Port normand                                      | huile sur toile      | 23 × 18 cm | Musée national de Cardiff                                     | Muséeconsulté le 15 Février 2025                |
|       | Marine         |                              | Bateaux de pêche                                  | aquarelle sur papier | 39 × 30 cm | Édimbourg, Galerie nationale d'Écosse                         | Muséeconsulté le 15 Février 2025                |
|       | Marine         |                              | La Forge                                          | huile                |            | Manchester Art Gallery                                        | Muséeconsulté le 16 Février 2025                |
|       | Histoire       |                              | Sortie d'un château                               | huile sur toile      |            | Musée des beaux-arts Pouchkine Moscou                         | Muséeconsulté le 16 Février 2025                |
|       | Paysage        |                              | Port de mer                                       | huile sur toile      |            | Musée des beaux-arts Pouchkine Moscou                         | Muséeconsulté le 16 Février 2025                |
|       | Paysage        |                              | Paysage marin avec pêcheurs                       | huile sur toile      |            | Musée des beaux-arts Pouchkine Moscou                         | Catalogue                                       |
|       | Marine         |                              | Les Pêcheurs, carénage des bateaux                | huile sur toile      | 65 × 50 cm | Musée national de la Marine                                   | Catalogue                                       |

## Références manquantes

Références manquantes
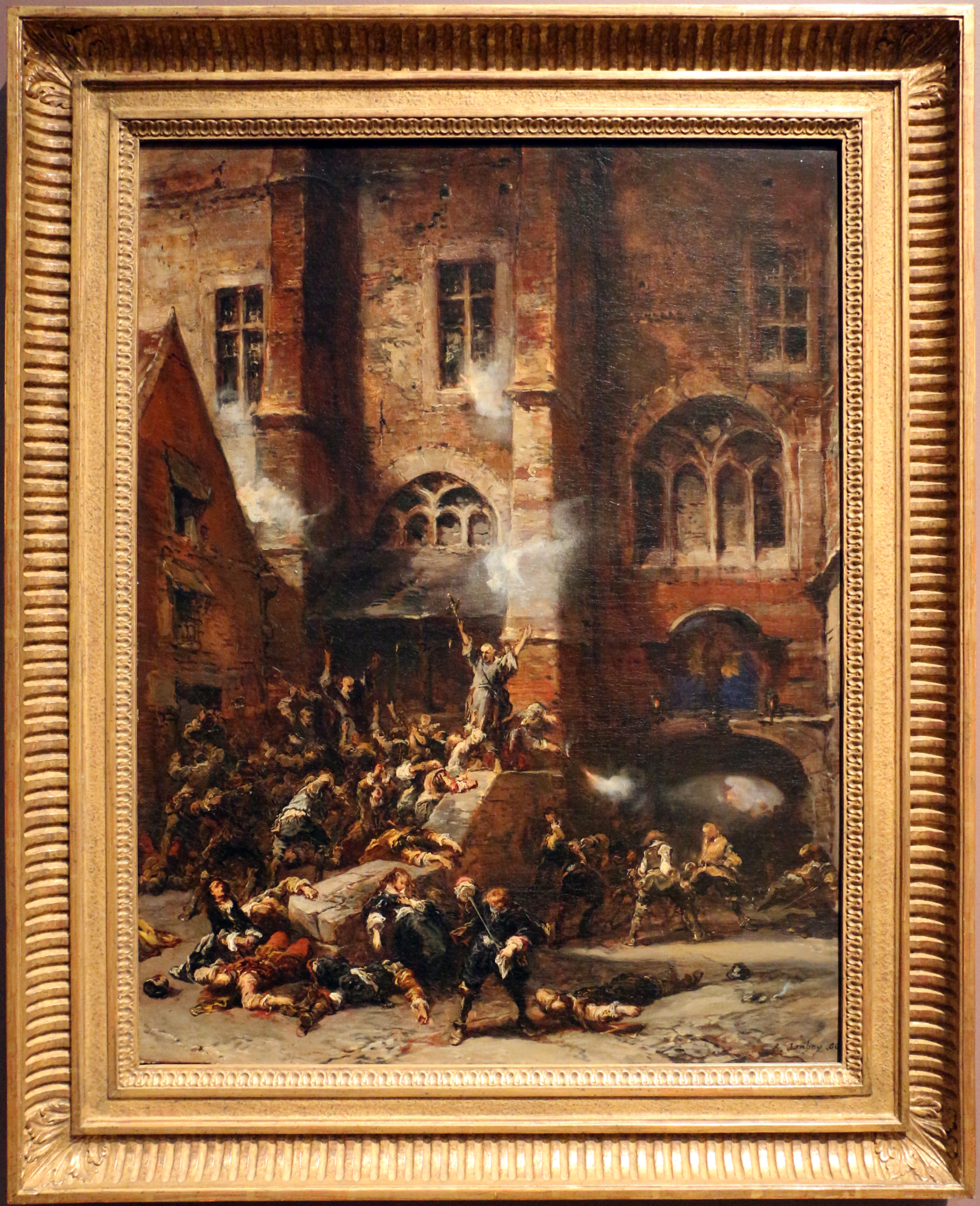
Le Massacre de la Saint-Barthélémy Louisville, Speed Art Museum
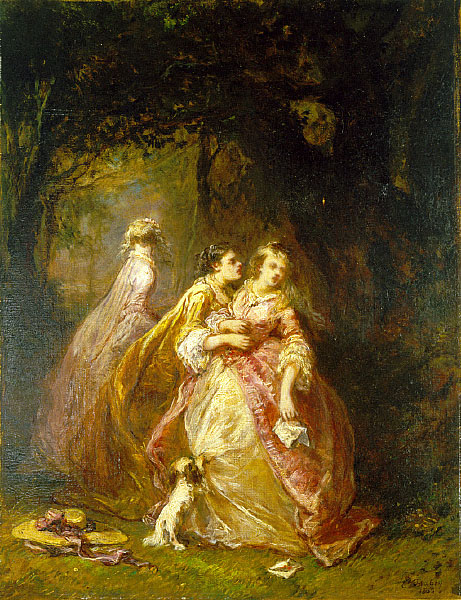
La Lettre
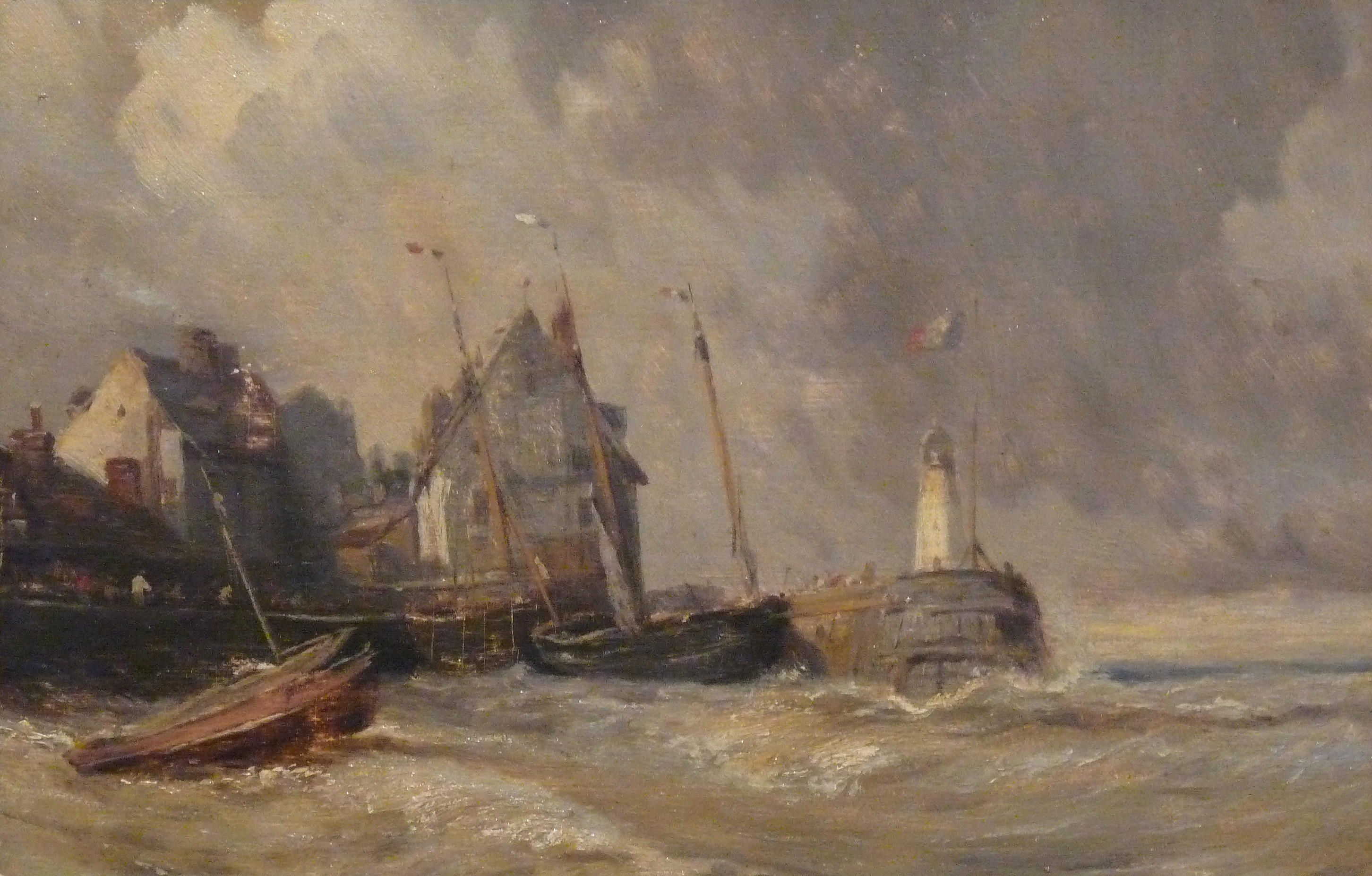
Marine Musée des Beaux-Arts de Mulhouse